# آرون جمال
آرون جمال (بالإسبانية: Aarón Gamal)‏ هو لاعب كرة قدم مكسيكي في مركز الدفاع، ولد في 8 يناير 1959 في ارموسييو سونورا في المكسيك، وتوفي في 16 مارس 2021. شارك مع منتخب المكسيك لكرة القدم. أما مع النوادي، فقد لعب مع تيغريس أونال ونادي بويبلا.

## وصلات خارجية
- آرون جمال على موقع الاتحاد الدولي (مؤرشف)  (الإنجليزية)
- آرون جمال على موقع قاعدة بيانات كرة القدم.إي يو (الإنجليزية)
- آرون جمال على موقع ناشيونال فوتبول تيمز (الإنجليزية)